# بلير براون
بلير براون (بالإنجليزية: Blair Brown)‏ هي ممثلة أمريكية، ولدت في 23 أبريل 1946 بواشنطن العاصمة في الولايات المتحدة. بدأت مشوارها المهني سنة 1971، ومن الجوائز التي نالتها جائزة توني لأفضل ممثلة بارزة في مسرحية ‏ سنة 2000.

## أعمال

### أفلام
- (1973) مطاردة الصحيفة
- (1999) قلوب عشوائية[5]
- (2003) دوجفيل[6]

### مسلسلات
- ميامي
- فرينج

## جوائز
- جائزة توني لأفضل ممثلة بارزة في مسرحية [الإنجليزية]‏ (2000)

## وصلات خارجية
- بلير براون على موقع IMDb (الإنجليزية)
- بلير براون على موقع روتن توميتوز (الإنجليزية)
- بلير براون على موقع ألو سيني (الفرنسية)
- بلير براون على موقع أول موفي (الإنجليزية)
- بلير براون على موقع قاعدة بيانات برودواي على الإنترنت (الإنجليزية)
- بلير براون على موقع قاعدة بيانات الأفلام السويدية (السويدية)
- بلير براون على موقع إن إن دي بي (الإنجليزية)
- بلير براون على موقع ديسكوغز (الإنجليزية)
- بلير براون على موقع قاعدة بيانات الفيلم (الإنجليزية)
- بلير براون على موقع كينوبويسك (الروسية)